# Vécio Aquilino
Vécio Aquilino (em latim: Vettius Aquilinus) foi um oficial romano do século III, ativo no reinado do imperador Diocleciano (r. 284–305). Em 286, torna-se cônsul posterior com Marco Júnio Máximo.